# ランドール郡 (テキサス州)
ランドール郡（英: Randall County）は、アメリカ合衆国テキサス州の北部に位置する郡である。人口は14万0753人（2020年）。郡庁所在地はキャニオンであり、人口20万人のアマリロが北隣のポッター郡にも跨っているため、市の人口の方が多くなっている。他の3郡と共にアマリロ都市圏を構成している。郡名は、アメリカ連合国の准将であり、ジェンキンズフェリーの戦いで戦死したホレス・ランドールに因んで名付けられた。ランドールの綴りは最後の"l"が1つだけだが、郡を創設するときの法案が綴りを間違えており、そのままになった。
ランドール郡にはかつて、チャールズ・グッドナイトとジョン・ジョージ・アデアが設立したJA牧場があり、州内6郡に跨る広さがあった。

## 地理
アメリカ合衆国国勢調査局に拠れば、郡域全面積は922平方マイル (2,388 km2)であり、このうち陸地914平方マイル (2,367 km2)、水域は8平方マイル (21 km2)で水域率は0.87%である。
アメリカ合衆国で2番目に大きな渓谷であるパロデュロ・キャニオンが郡内にある。

### 主要高規格道路
- 州間高速道路27号線
- アメリカ国道60号線
- アメリカ国道87号線
- テキサス州道環状335号線

### 隣接する郡
- ポッター郡 - 北
- カーソン郡 - 北東
- アームストロング郡 - 東
- ブリスコ郡 - 南東
- スウィッシャー郡 - 南
- カストロ郡 - 南西
- デフスミス郡 - 西
- オールダム郡 - 北西

### 国立保護地域
- バッファロー湖国立野生生物保護区

## 人口動態
以下は2000年国勢調査による人口統計データである。
| 基礎データ - 人口: 104,312人 - 世帯数: 41,240 世帯 - 家族数: 28,785 家族 - 人口密度: 44人/km2（114人/mi2） - 住居数: 43,261軒 - 住居密度: 18軒/km2（47軒/mi2） 人種別人口構成 - 白人: 90.44% - アフリカン・アメリカン: 1.50% - ネイティブ・アメリカン: 0.65% - アジア人: 1.03% - 太平洋諸島系: 0.03% - その他の人種: 4.71% - 混血: 1.64% - ヒスパニック・ラテン系: 10.27% 年齢別人口構成 - 18歳未満: 26.1% - 18-24歳: 11.2% - 25-44歳: 28.4% - 45-64歳: 22.4% - 65歳以上: 11.9% - 年齢の中央値: 35歳 - 性比（女性100人あたり男性の人口） - 総人口: 94.7 - 18歳以上: 91.2 | 世帯と家族（対世帯数） - 18歳未満の子供がいる: 33.9% - 結婚・同居している夫婦: 57.5% - 未婚・離婚・死別女性が世帯主: 9.2% - 非家族世帯: 30.2% - 単身世帯: 25.4% - 65歳以上の老人1人暮らし: 8.5% - 平均構成人数 - 世帯: 2.49人 - 家族: 3.00人 収入と家計 - 収入の中央値 - 世帯: 42,712米ドル - 家族: 52,420米ドル - 性別 - 男性: 36,333米ドル - 女性: 25,358米ドル - 人口1人あたり収入: 21,840米ドル - 貧困線以下 - 対人口: 8.1% - 対家族数: 5.7% - 18歳未満: 8.5% - 65歳以上: 6.6% |

## 政治
ランドール郡は昔民主党寄りだったが、現在では堅い共和党の地盤になってきた。1952年以降の大統領選挙では共和党候補者がほとんど大差で郡を制してきた。最近の5回の選挙でも61%以上を得票している。
2008年の大統領選挙では共和党候補のジョン・マケインが多数を獲得した州内200郡以上の1つとなった。マケインは郡内で41,895票を獲得して得票率は81%となり、対する民主党のバラク・オバマは9,461票（18%）で、その全国平均に遥かに及ばなかった。

## 都市と町
| - アマリロ † - キャニオン - 郡庁所在地 - ハッピー - レイクタングルウッド | - パリセイズ - ティンバークリークキャニオン - アンバーガー、未編入の町 |

† アマリロ市の人口はポッター郡とランドール郡にほぼ半数が分かれている